# Fågelskrämma

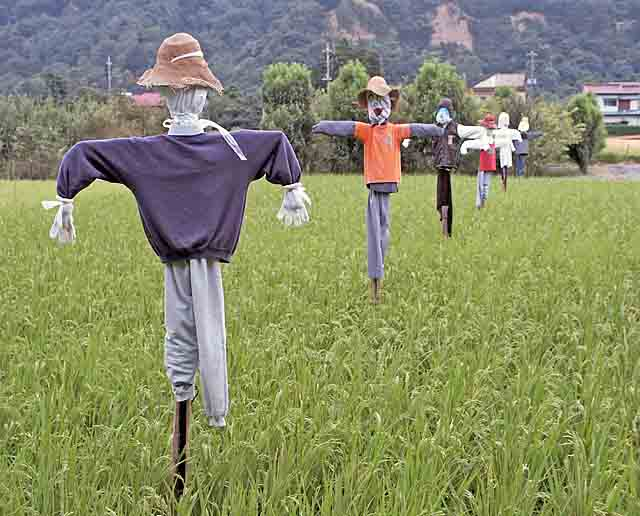
Fågelskrämmor på risfält i Japan

En fågelskrämma är en anordning avsedd att skrämma bort fåglar. 
Den traditionella fågelskrämman, i människoliknande form, används för att avskräcka fåglar från att komma till människans växtodlingar och äta upp eller skada grödan på annat sätt. Den människoformade fågelskrämman dyker även upp i litteraturen och som en skräckfigur i amerikanskt Halloweenfirande. Även fågelskrämmor som efterliknar fåglarnas naturliga rovdjur, utöver människor, såsom rovfåglar finns.
Fågelskrämmor fungerar genom att se farliga ut, röra sig eller låta. En enkel fågelskrämma kan vara något som hänger i exempelvis fruktträdet och vajar i vinden och avskräcker fruktätande fåglar från att landa. 
I modern stadsmiljö är fåglar som måsar, kajor och duvor olägenheter mer på grund av oljud och förorening än att de förstör grödan. Störande kajor skräms i stadsmiljö bort med hjälp av ljudbaserade fågelskrämmor som spelar upp fågelns dödsskri, samt i vissa fall genom utplacering av döda fåglar. Måsar skräms (med varierande resultat) bort från bryggor med hjälp av rovfågelsattrapper.
Andra problem i stadsmiljö och bostadsområden är fåglar som flyger in i fönster. Detta kan avhjälpas genom fågelskrämmor i form av rovfågelssiluetter som klistras upp på fönstren.
I L. Frank Baums roman Trollkarlen från Oz blir huvudpersonen Dorothy vän med en levande fågelskrämma som önskar att han hade en hjärna. 